# زهره کودایی
زهره کودایی (زادهٔ ۳ آذر ۱۳۶۸ در خوزستان) بازیکن فوتبال اهل ایران است و هم‌اکنون در پست دروازه‌بان برای ذوب آهن بازی می‌کند. او عضو تیم ملی فوتبال زنان ایران است.

## فوتبال باشگاهی
زهره کودایی در شهر باغملک خوزستان و در یک خانواده با وضعیت مالی پایین به دنیا آمد. او از سال ۱۳۸۴ در زمانی که ۱۶ سال داشت، ورزش فوتبال را به صورت جدی شروع کرد.
او به صورت حرفه ای از سال ۱۳۸۶ در زمانی که ۱۸ سال داشت با اولین دوره لیگ فوتبال زنان از تیم «شهرداری بم» فوتبال خود را شروع کرد.
او سپس در تیم «شهرداری سنندج» حضور داشت. بعد از آن کودایی در سال ۱۳۹۲ به «پاس همدان» پیوست و در این تیم حضور داشت. زهره کودایی از سال ۱۳۹۶ وارد تیم فوتبال زنان «ذوب آهن» شد سپس مدتی را در تیم «سپاهان» حضور داشت اما بعد از آن دوباره از سال ۱۴۰۰ به تیم ذوب آهن بازگشت و اکنون در این تیم دروازه‌بانی می‌کند.

## تیم ملی
این دروازه‌بان از سال ۱۳۸۶ به اردوی انتخابی تیم ملی فوتبال بانوان در رده سنی بزرگسالان دعوت شد و به دروازه‌بان شماره ۱ رسید. اولین حضور بین‌المللی او درون دروازه در رقابت‌های غرب آسیا مقابل تیم ملی زنان سوریه بود که این بازی با نتیجه ۱۳ بر ۰ به نفع تیم ملی ایران تمام شد.
در سال ۱۴۰۰ بعد از اینکه مریم یکتایی دروازه‌بان شماره ۱ تیم ملی زنان به دلایل شخصی در تیم ملی حاضر نشد، زهره کودایی سنگربانی تیم ملی را برعهده گرفت.
زهره کودایی در مسابقات مرحله مقدماتی جام ملت‌های زنان آسیا ۲۰۲۲ در تیم ملی ایران حضور داشت. اوج کار او در جریان بازی ایران و تیم فوتبال زنان اردن بود که در ضربات پنالتی توانست دو ضربه را مهار کند و به پیروزی ایران کمک کند. با این پیروزی، تیم ملی فوتبال زنان ایران، برای نخستین بار به جام ملت‌های زنان آسیا راه یافت. وبسایت کنفدراسیون فوتبال آسیا دربارهٔ درخشش این فوتبالیست ایرانی و صعود آن‌ها به جام ملت‌های آسیا نوشت: «زهره کودایی برای ایران قهرمان بود. او دو پنالتی را مهار کرد تا نتیجه‌ای تاریخی برای فوتبال زنان ایران به‌دست‌آورد».

## حواشی
فدراسیون فوتبال اردن در واکنش به بازتاب گسترده شکایتش به کنفدراسیون فوتبال آسیا برای تعیین جنسیت بازیکن تیم ملی فوتبال بانوان، از رسانه‌ها درخواست کرد اطلاعات نادرست گزارش نکنند.
چند روز پیش بود که فدراسیون فوتبال اردن در نامه ای به کنفدراسیون فوتبال آسیا خواهان بررسی شرایط جنسیت بازیکن تیم ملی فوتبال زنان ایران شد و این خبر به سرعت در رسانه‌های کشورهای مختلف از جمله کشورهای عربی منعکس شد. در این میان رسانه‌ها از زهره کودایی دروازه‌بان تیم ملی زنان به عنوان فرد مدنظر فدراسیون اردن یاد کردند.
این موضوع واکنش‌های منفی در ایران در پی داشت. زهره هراتیان رئیس ایفمارک اعلام کرد که ایران بابت این اقدام فدراسیون اردن به کمیته اخلاق AFC شکایت می‌کند. همچنین غلامرضا رفیعی مشاور حقوقی فدراسیون فوتبال تأکید کرد که این فدراسیون با شکایت به AFC دنبال اعاده حیثیت است.
علاوه بر این، مربیان و چهره‌های مختلف فوتبال در ایران به حمایت از زهره کودایی پرداختند و اقدام فدراسیون اردن را محکوم کردند.
به نظر می‌رسد این اعتراض‌ها نسبت به اقدام فدراسیون اردن بی تأثیر نبوده است چرا که این فدراسیون با صدور بیانیه ای، توضیحاتی دربارهٔ شکایتش از ملی پوش ایران ارائه کرد.
این فدراسیون در بخش ابتدایی بیانیه خود دربارهٔ واکنش‌ها به خبر شکایت و مخابره «اطلاعات نادرست» برای انجام تحقیقات «عادلانه و شفاف» تأکید کرد که بر حقوقش تأکید می‌کند.
در این بیانیه آمده است: «فدراسیون فوتبال اردن هنوز پاسخی رسمی از AFC در مورد نتایج درخواست تحقیقات دریافت نکرده است. فدراسیون به حریم خصوصی همه افراد احترام می‌گذارد. به منظور حفظ اسرار، حریم خصوصی و پرهیز از افترا و برخلاف آنچه که توسط برخی رسانه‌ها منتشر می‌شود، فدراسیون اردن نام بازیکن یا حتی پُست او را اعلام نکرده است.»
فدراسیون اردن همچنین از رسانه‌های مختلف محلی، عربی و بین‌المللی درخواست کرد تا در انتشار خبرهای خود دقت کنند تا اطلاعات ناقص و گمراه کننده مخابره نکنند.